# Jégmadár a vízparton
A Jégmadár a vízparton olajfestményt Vincent van Gogh Párizsban készítette 1886 júliusától decemberig. A Van Gogh Múzeumban található.
A festmény egy jégmadarat ábrázol a mocsárban, míg  a mű bal alsó sarkában a szerző keresztneve, azaz Vincent áll.

## Fordítás
Ez a szócikk részben vagy egészben  a   The Kingfisher című angol Wikipédia-szócikk ezen változatának fordításán alapul.  Az eredeti cikk szerkesztőit annak laptörténete sorolja fel. Ez a jelzés csupán a megfogalmazás eredetét és a szerzői jogokat jelzi, nem szolgál a cikkben szereplő információk forrásmegjelöléseként.